# Claude-François-Marie Attiret
Pour les articles homonymes, voir Attiret.
Claude-François-Marie Attiret de Mannevil (aussi écrit Manneville) est un architecte français né à Dole le 8 septembre 1750 et mort à Riom le 17 janvier 1823.

## Biographie
Claude-François-Marie Attiret est le fils d'Antoine-Louis Attiret (1713-1783), avocat et architecte, et d'Anne-Thérèse Saillard (1719- ), frère de Claude-André Attiret (1751-1813) et de Jean-Baptiste-François Attiret (1747-1794), prêtre et architecte à Paris. Antoine-Louis Attiret est le cousin de Jean-Denis Attiret, jésuite et peintre de l'empereur de Chine.
Claude-François-Marie Attiret a d'abord été inspecteur des Bâtiments et domaines du comte d'Artois en Auvergne, puis architecte de la ville de Riom.

## Famille
Il s'est marié à Clermont-Ferrand le 19 novembre 1774 avec Françoise Amy dont il a eu un fils, Michel Attiret (Riom, 1785-1855).
Généalogie simplifiée de la famille Attiret :
- Claude-Antoine Attiret (1638-1722), maître menuisier,
  - Jean-Claude Attiret (Dole, 1669-Dole, Dole, 1733), peintre,
    - Jean-Baptiste Attiret (1698-après 1775), peintre
    - Jean-Denis Attiret (Dole, 1702-Pékin, Chine, 1768), jésuite, peintre
    - Charlotte Attiret (Dole, 1708-Dole,1759), marié en 1740 avec Michel Devosge[2],[3] (Gray, 1711-Dole, 1777), sculpteur

  - André Attiret[4] (Dole,1673-Dole, 1757), maître menuisier
    - Antoine-Louis Attiret (Dole, 1713-Dole, 1783) avocat au Parlement, architecte
      - Jean-Baptiste-François Attiret (Dole, 1747-Paris, 1794), peintre, architecte, il est condamné et exécuté à Paris le 10 juillet 1794
      - Claude-François-Marie Attiret (Dole, 1750-Riom, 1823), architecte
        - Michel Louis Attiret de Manevil (Riom, 1778-Tours,1857), architecte, chevalier de la Légion d'honneur en 1844[5],[6]

      - Claude-André Attiret (Dole,  1751-Lons-le-Saulnier, 1813), architecte
        - Joseph-René-Prothade Attiret (Besançon, ca 1786-Vesoul, 1824), architecte

  - Antoine-Joseph Attiret[7] (Dole, 1681-Dole, 1747), maître menuisier
    - Claude-François Attiret (Dole, 1728-Dole, 1804), sculpteur
    - André-Jean-Antoine Attiret (Dole, 1732-Dole, 1783), maître épicier

## Constructions

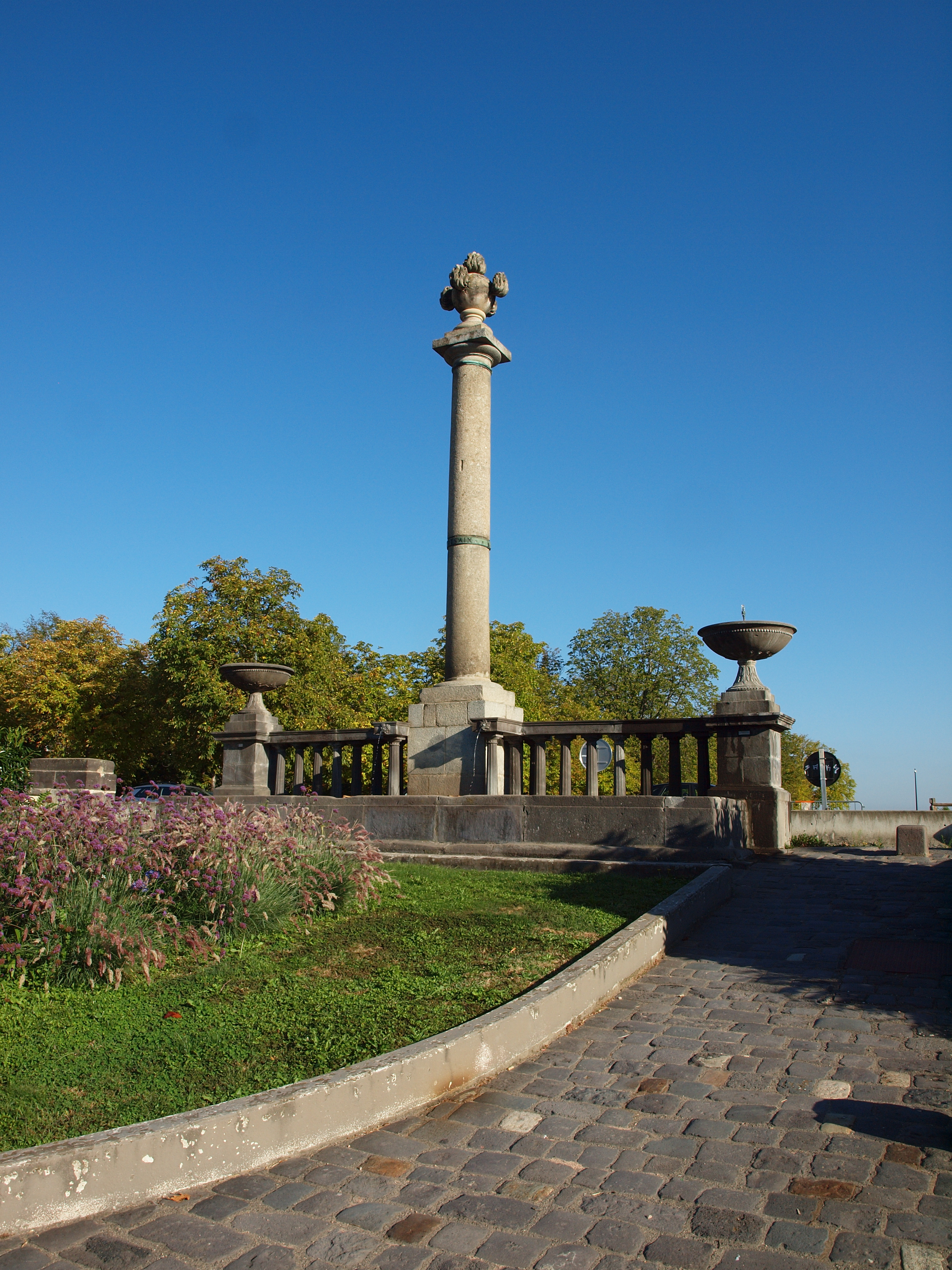
La Fontaine Desaix à Riom, œuvre d'Attiret.

- Il a travaillé à l'aménagement du palais des ducs d'Auvergne pour le transformer en palais de justice. Il a réalisé plusieurs plans du palais de Jean de Berry qui sont aux Archives municipales de Riom.
- La Halle aux Blés de Riom et la place du Marché-Neuf où elle a été élevée, en 1793-1797[8].
- La porte de Layat (1782-1784)[9].
- La maison Claret.
- Sa propre maison, 4 rue Hellénie, à Riom, entre 1815 et 1823[10].
- Plusieurs fontaines :
  - Fontaine Desaix
  - Fontaine du Crapaud
  - Fontaine de Chazerat
- Transformation du couvent des cordeliers en maison centrale de Riom.
- Château de Davayat.
- Château de Bulhon.
- Château de Blanzat.
- Château de la Terrasse, à Crevant-Laveine.